# Castel Campagnano
Castel Campagnano é uma comuna italiana da região da Campania, província de Caserta, com cerca de 1.627 habitantes. Estende-se por uma área de 17 km², tendo uma densidade populacional de 96 hab/km². Faz fronteira com Amorosi (BN), Caiazzo, Dugenta (BN), Limatola (BN), Melizzano (BN), Ruviano.
Pertence à rede das Cidades Cittaslow.

## Demografia
| Variação demográfica do município entre 1861 e 2011                               |
|                                                                                   |
| Fonte: Istituto Nazionale di Statistica (ISTAT) - Elaboração gráfica da Wikipedia |